# 芝山千代田駅
芝山千代田駅（しばやまちよだえき）は、千葉県山武郡芝山町香山新田にある、芝山鉄道芝山鉄道線の駅である。駅番号はSR01。
芝山鉄道線の終着駅にして、同線では唯一の自社管轄駅かつ自社の駅番号が付与されている駅である。

## 歴史
駅舎は芝山町と成田市との境界線上に所在するが、所在地は芝山町である。
- 1988年（昭和63年）6月24日：「芝鉄成田空港駅」（仮称、現・東成田駅隣接） - 当駅間2.0kmの事業免許を取得[2]。
- 2001年（平成13年）4月26日：駅名を「芝山千代田駅」に決定[3]。
- 2002年（平成14年）10月27日：開業[1]。

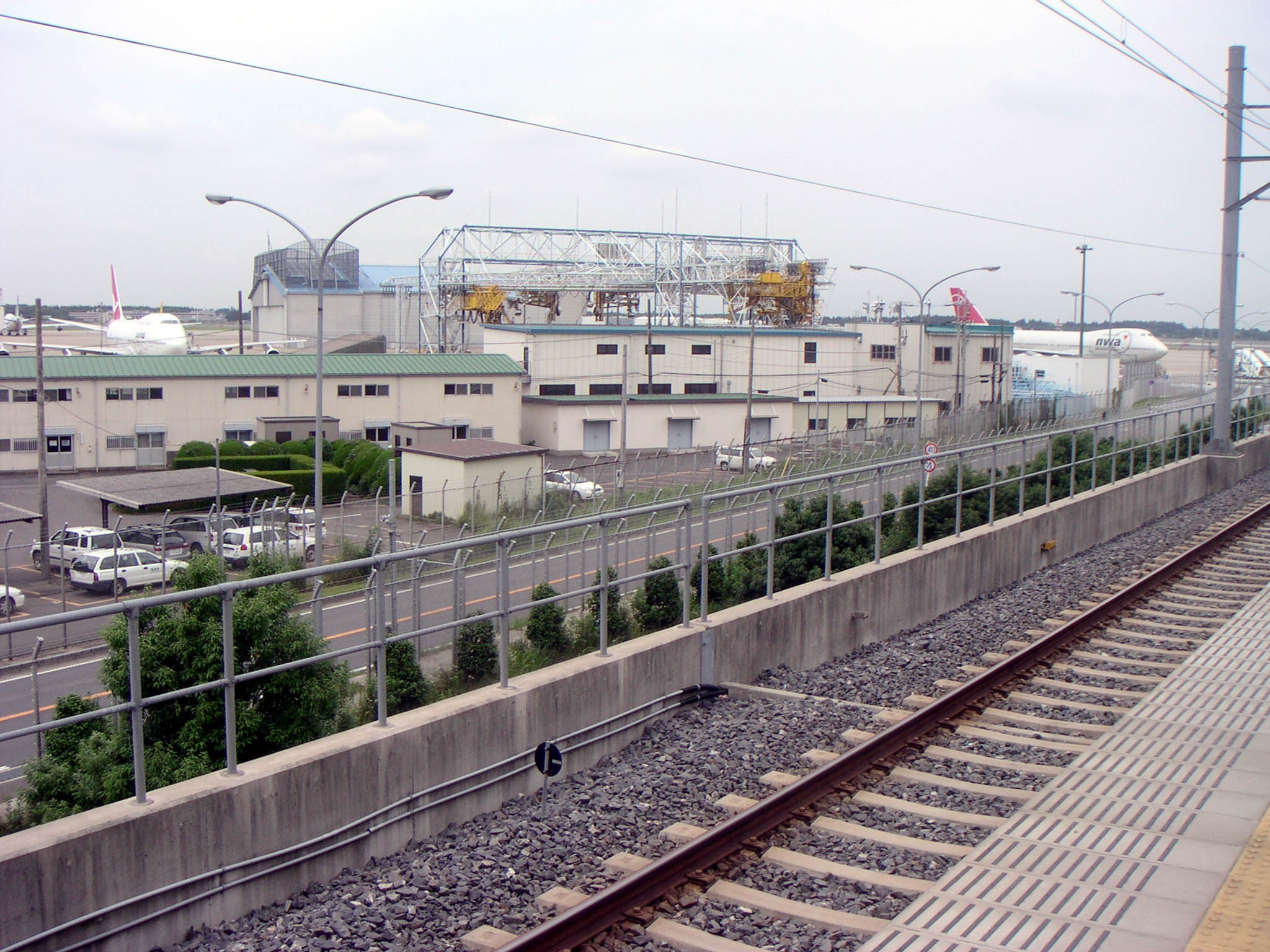
駅ホームから成田国際空港の敷地一部を望む（2009年12月）
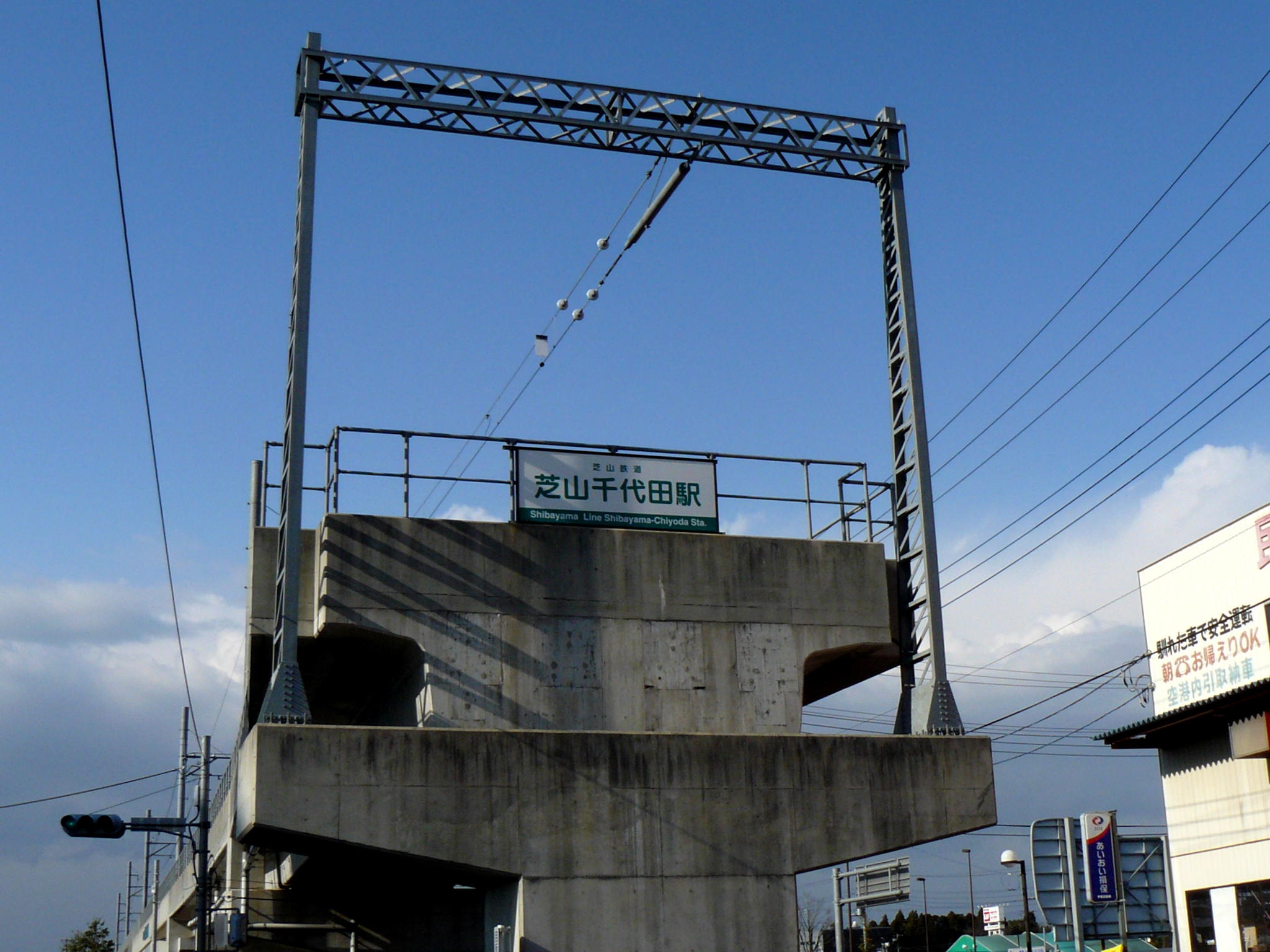
高架軌道の末端部（2007年12月）

## 駅構造
東成田に向かって左側にある単式ホーム1面1線を有する高架駅。エレベーター設置。
自動改札機が設置されているものの、PASMOやSuicaなどの交通系ICカードには対応していない（京成線から交通系ICカードで当駅へ乗り越した場合は、現金で精算後に「PASMO・Suica処理連絡票」が渡され、各社の駅窓口に提出して処理を依頼する形になる）。東京の地下鉄が乗り入れる駅では唯一ICカードが使用できない駅である。
駅には芝山鉄道株式会社の本社も入っており、敷地は成田国際空港に隣接している。
かつては駅出入口付近に「はにわの里人」と名付けられた埴輪を模した顔ハメ看板が設置され、下部には「日本一短い芝山鉄道」と記されていたが、土台の一部が腐食するなど老朽化が著しいことから2019年11月に撤去された。

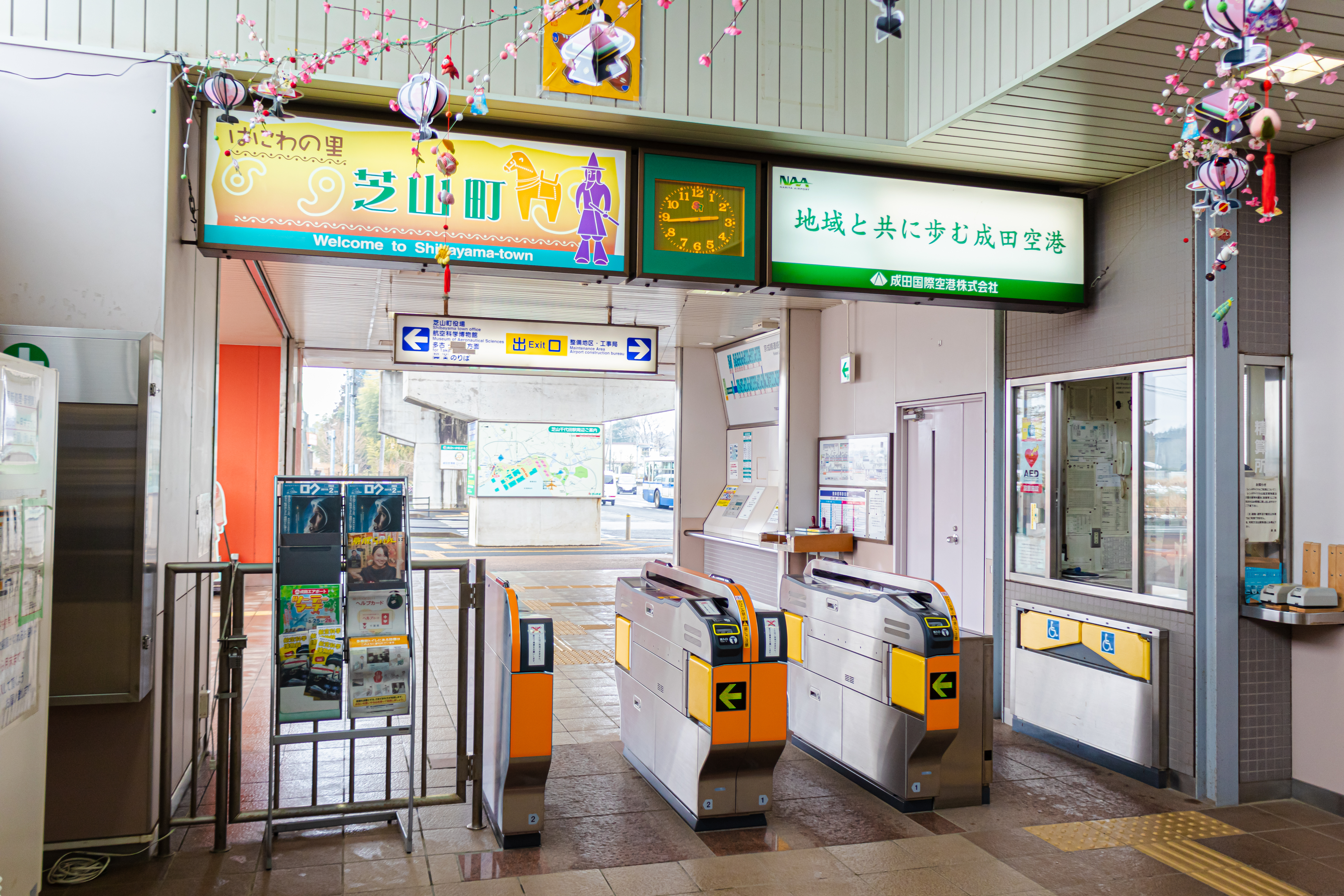
改札口（2019年2月）
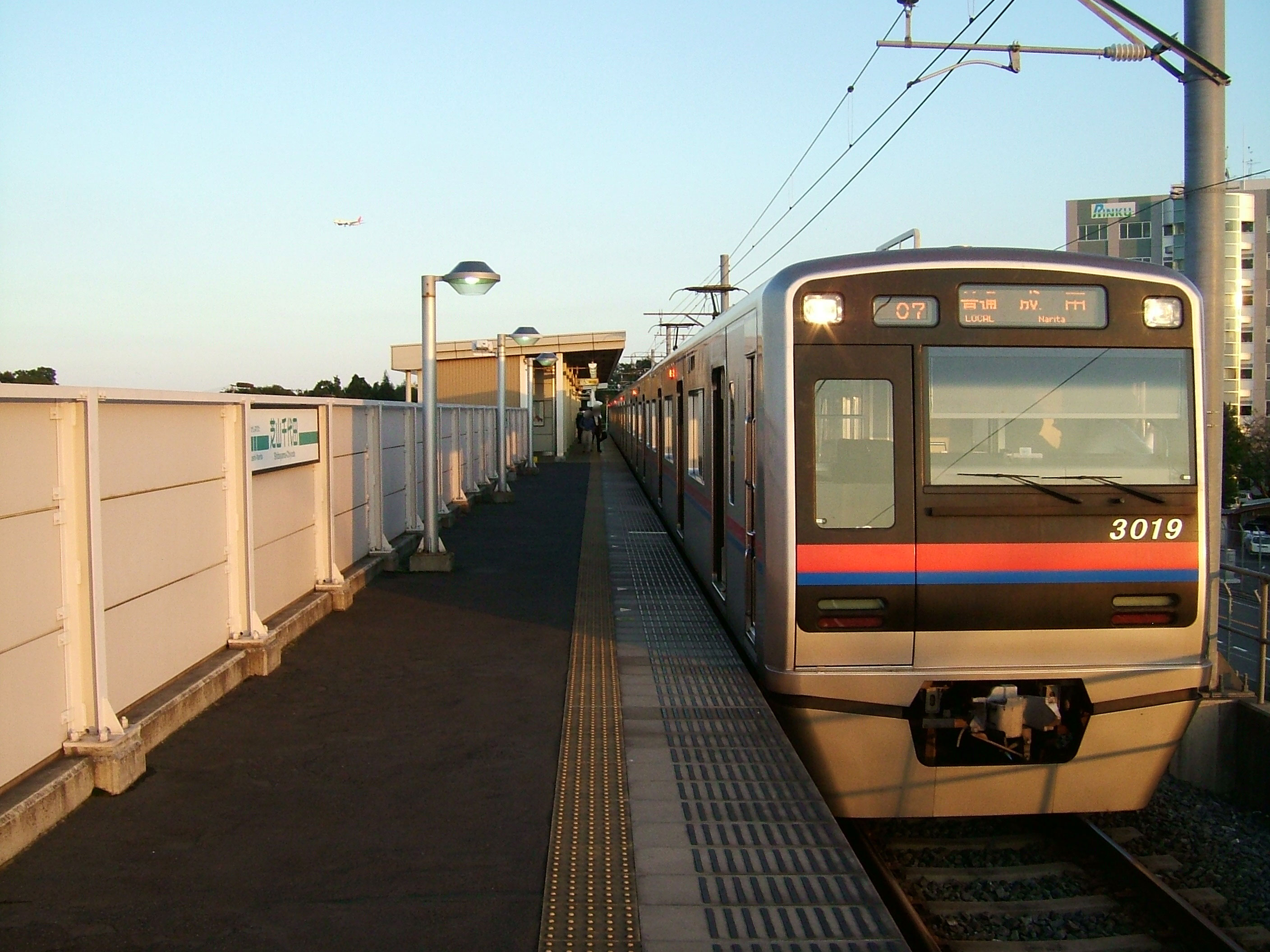
駅ホーム（2008年10月）
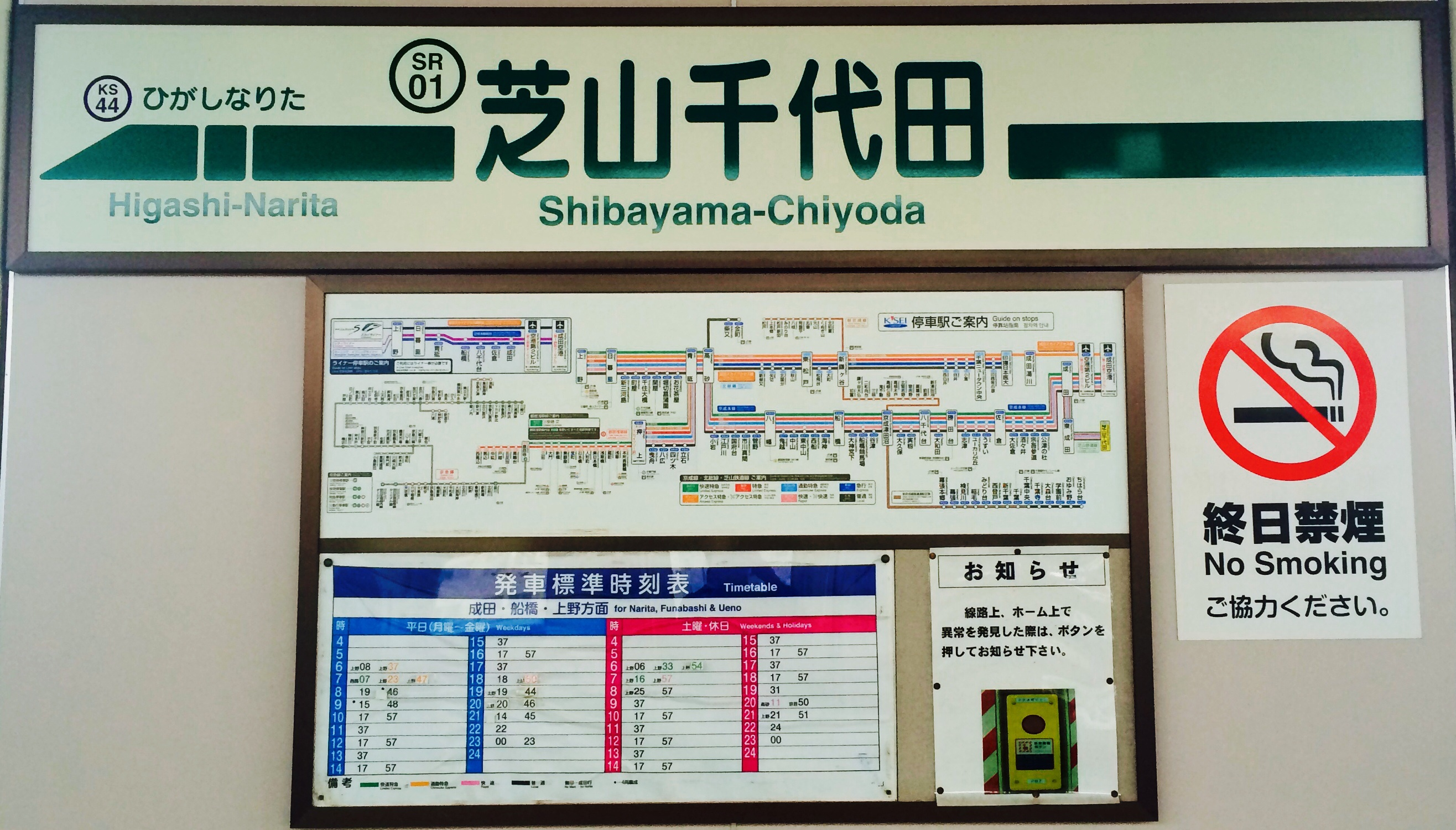
駅名標（2015年3月）

## 利用状況
2024年（令和6年）度の1日平均乗降人員は1,492人である。
開業以降の1日平均乗降・乗車人員の推移は下表の通りである。
| 年度               | 1日平均 乗降人員 | 1日平均 乗車人員 | 出典     |
| ------------------ | ---------------- | ---------------- | -------- |
| 2002年（平成14年） | 1,982            | 484              | [ * 1 ]  |
| 2003年（平成15年） | 1,875            | 477              | [ * 2 ]  |
| 2004年（平成16年） | 2,051            | 536              | [ * 3 ]  |
| 2005年（平成17年） | 2,100            | 581              | [ * 4 ]  |
| 2006年（平成18年） | 2,254            | 604              | [ * 5 ]  |
| 2007年（平成19年） | 2,391            | 635              | [ * 6 ]  |
| 2008年（平成20年） | 2,458            | 648              | [ * 7 ]  |
| 2009年（平成21年） | 2,380            | 654              | [ * 8 ]  |
| 2010年（平成22年） | 2,048            | 1,052            | [ * 9 ]  |
| 2011年（平成23年） | 1,822            | 939              | [ * 10 ] |
| 2012年（平成24年） | 1,662            | 857              | [ * 11 ] |
| 2013年（平成25年） | 1,566            | 809              | [ * 12 ] |
| 2014年（平成26年） | 1,472            | 762              | [ * 13 ] |
| 2015年（平成27年） | 1,452            | 753              | [ * 14 ] |
| 2016年（平成28年） | 1,469            | 769              | [ * 15 ] |
| 2017年（平成29年） | 1,513            | 785              | [ * 16 ] |
| 2018年（平成30年） | 1,542            | 797              | [ * 17 ] |
| 2019年（令和元年） | 1,435            | 743              |          |
| 2020年（令和02年） | 1,139            | 589              |          |
| 2021年（令和03年） | 1,144            |                  |          |
| 2022年（令和04年） | 1,308            |                  |          |
| 2023年（令和05年） | 1,419            |                  |          |
| 2024年（令和06年） | 1,492            |                  |          |

## 駅周辺

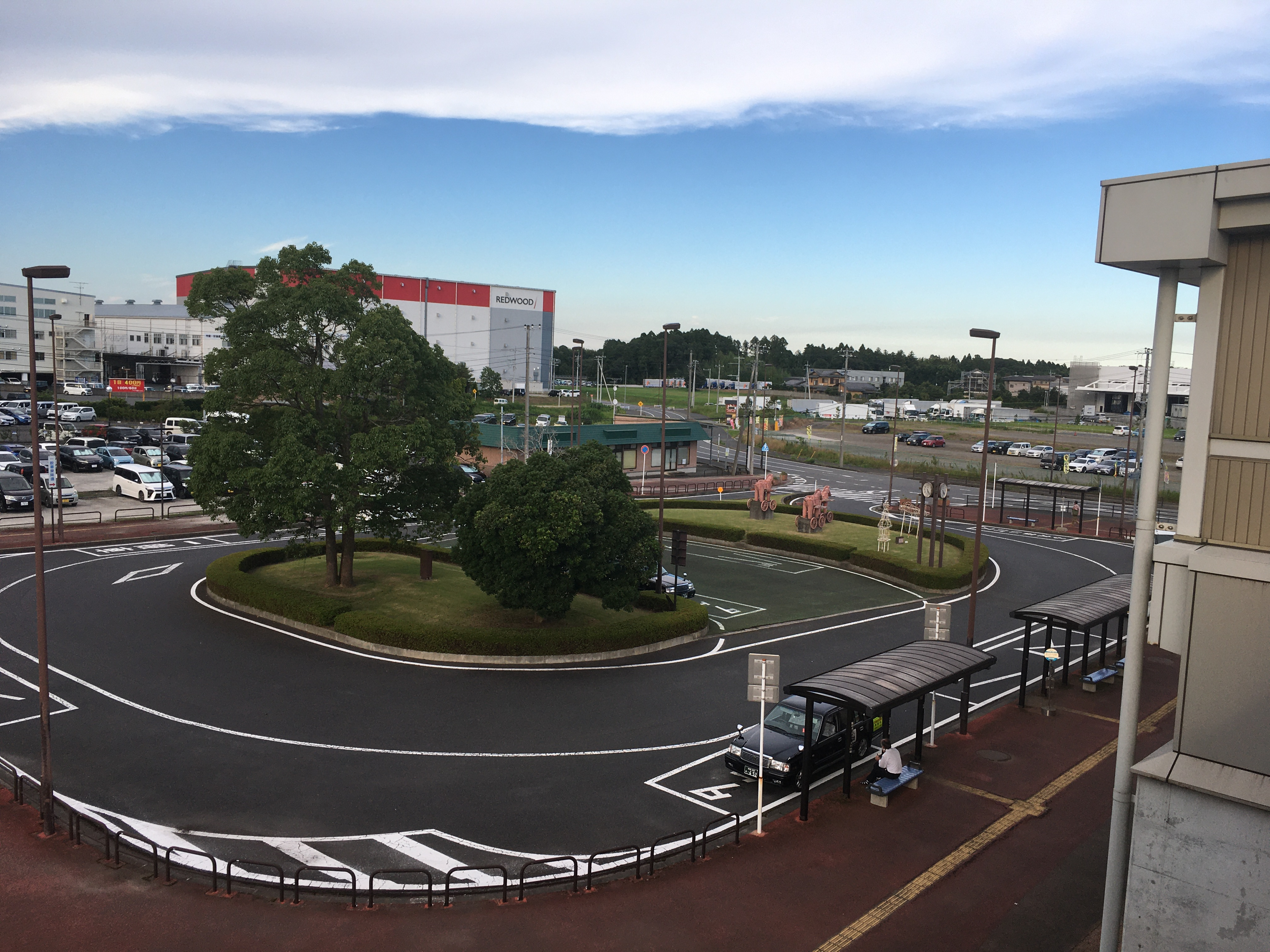
駅前ロータリー（2021年7月）

駅周辺は成田国際空港関連の施設・会社などが集約している。航空科学博物館を含む芝山町の成田空港A滑走路南側一体は「スカイパークしばやま」となっている。また、芝山町は古墳が多く埴輪（はにわ）が出土する町として知られ、駅周辺でも関連施設の紹介や埴輪のモニュメントが設置されている。
航空科学博物館など駅周辺施設利用者向けに、無料のレンタサイクルサービスを行っていたが、2022年7月19日より休止となり、以後再開されないまま取り扱いを終了した。芝山市街地（芝山町役場）へは、空港シャトルバスにてアクセス可能。
駅南側約600メートル先に千葉県道106号八日市場佐倉線、さらに約350メートル南下すると千葉県道62号成田松尾線（芝山はにわ道）が通る。

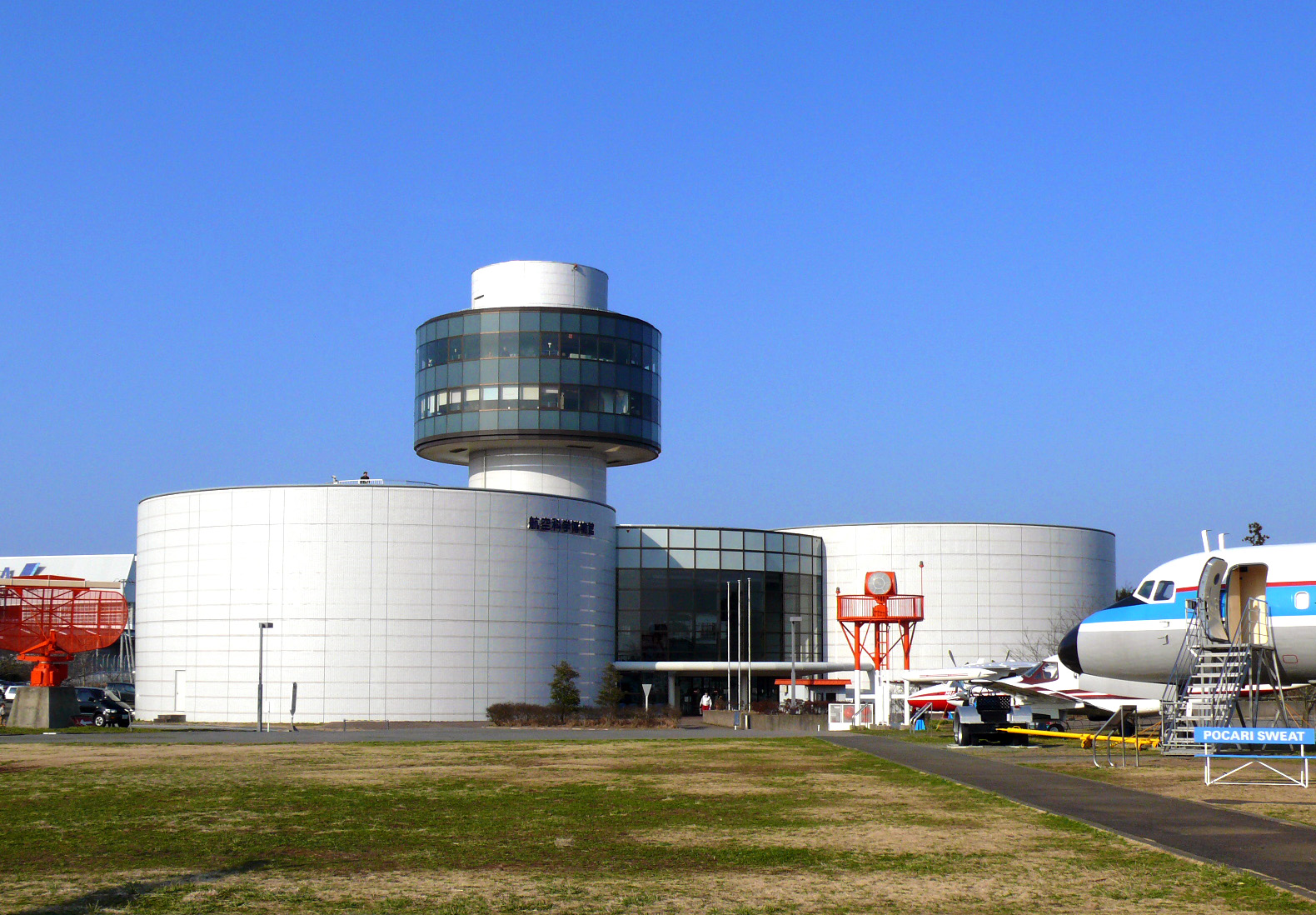
成田国際空港
  - 工事局
  - 整備地区
  - 警備株式会社消防部
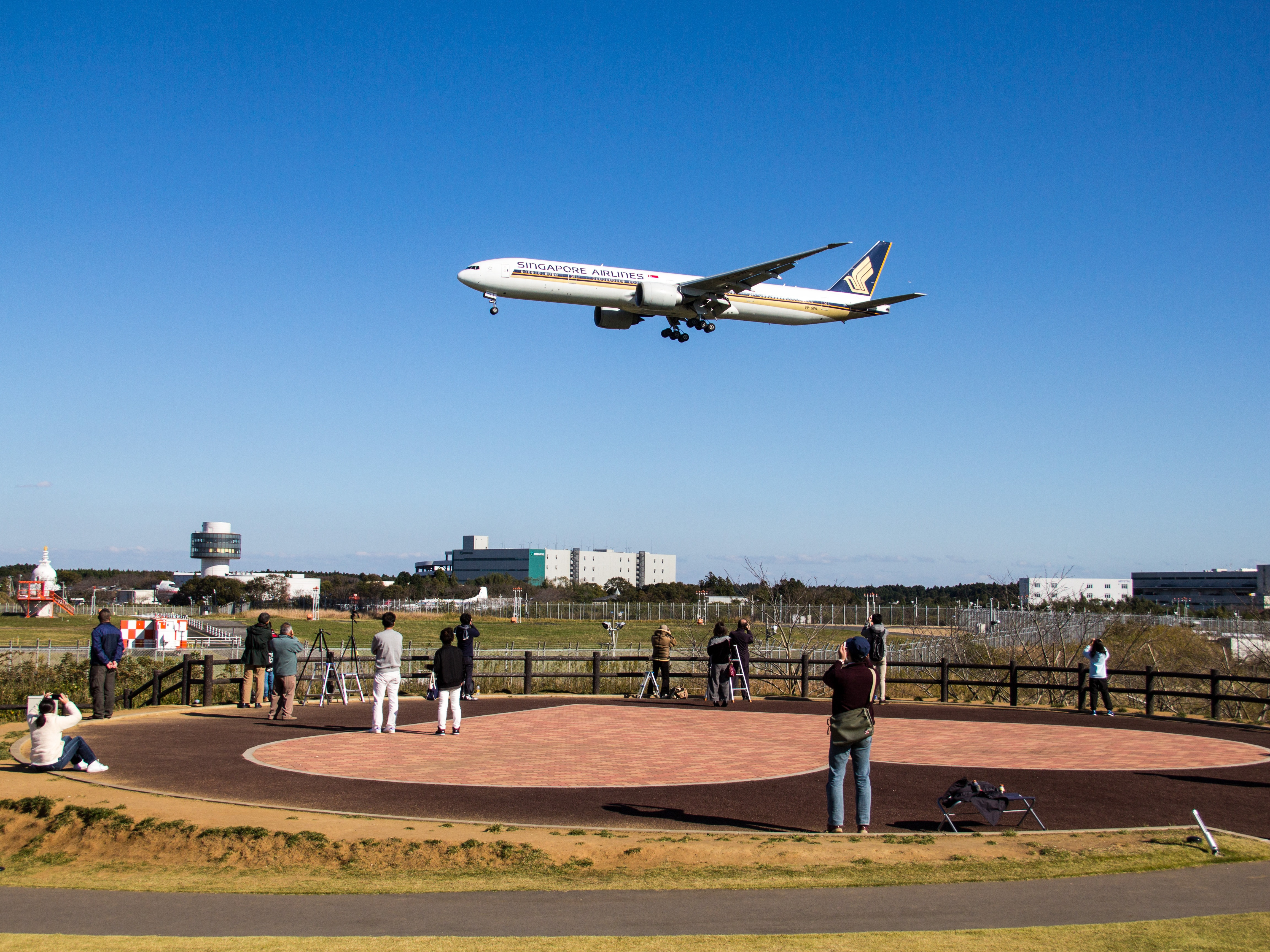
成田空港温泉 空の湯
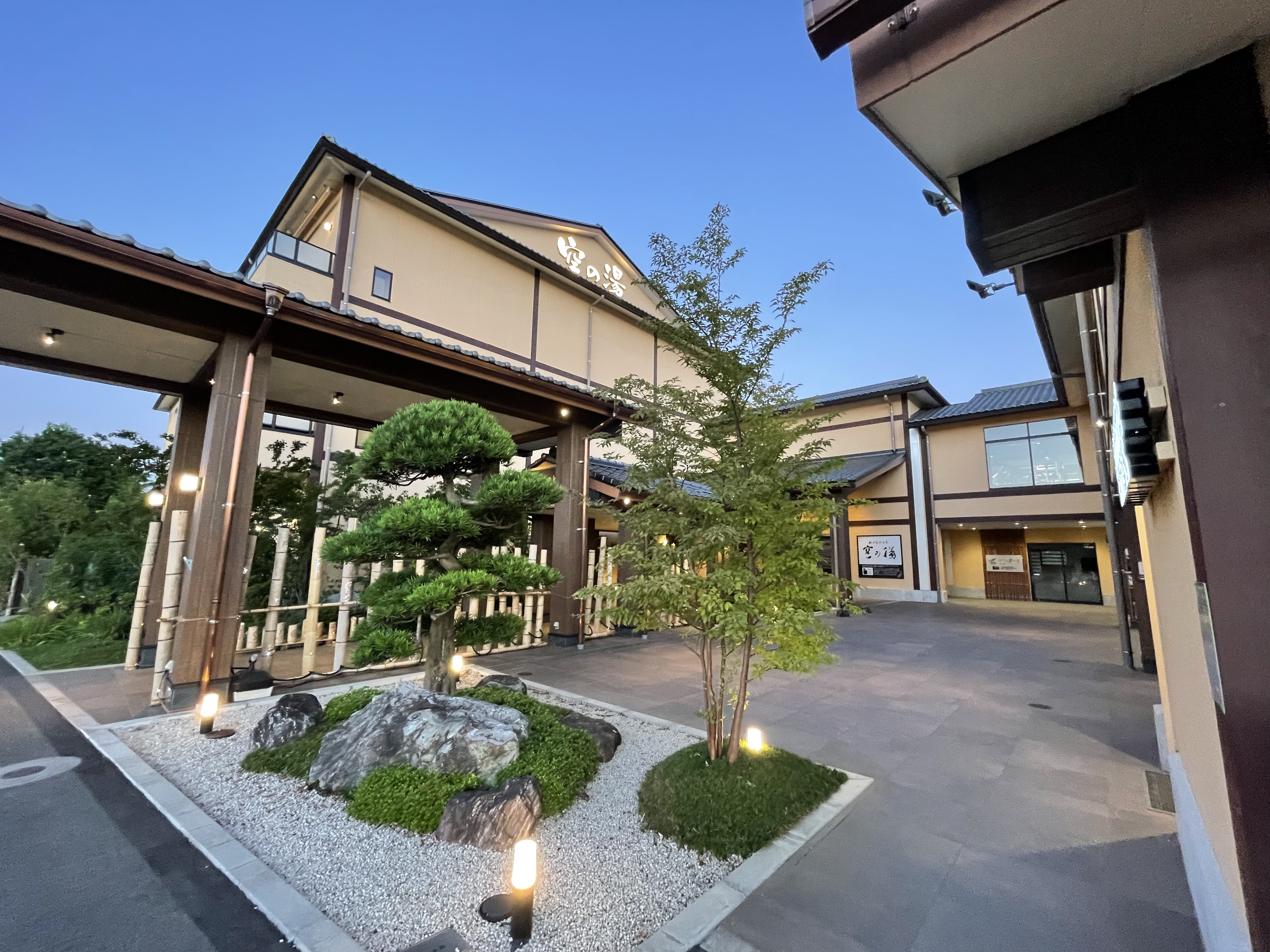
スカイパークしばやま（徒歩約28分）
  - 航空科学博物館
  - 成田空港 空と大地の歴史館
  - 芝山水辺の里
  - ひこうきの丘
  - 航空神社

- 航空科学博物館
- ひこうきの丘
- 成田空港温泉 空の湯

## バス路線
- のりば = 芝山千代田駅：駅前ロータリー
- のりば = 臨空ビル前：駅前の地下通路を通った先にある空港敷地内の道路上。なお、地下通路内に検問所があるが、2015年3月30日以降は原則として検問を行わない。

| のりば                         | 系統             | 主要経由地                                   | 行先         | 運行会社                                                 | 備考                                      |
| ------------------------------ | ---------------- | -------------------------------------------- | ------------ | -------------------------------------------------------- | ----------------------------------------- |
| 芝山千代田駅                   | 多古本線         | 五辻・多古台バスターミナル                   | 八日市場駅   | ジェイアールバス関東                                     | 1日2本のみ                                |
| 芝山千代田駅                   | 多古本線         | 航空科学博物館・三里塚・成田山前・京成成田駅 | JR成田駅     | ジェイアールバス関東                                     | 1日2本のみ                                |
| 芝山千代田駅                   | 空港シャトルバス | 航空博物館入口・芝山文化センター前・松尾駅   | 横芝屋形海岸 | 芝山鉄道延伸連絡協議会（京成バス千葉イーストに運行委託） |                                           |
| 芝山千代田駅                   | 空港シャトルバス | 成田空港第2旅客ターミナル                    |              | 芝山鉄道延伸連絡協議会（京成バス千葉イーストに運行委託） |                                           |
| 芝山千代田駅                   | 芝山ふれあいバス | 山田・芝山町役場・芝山仁王尊                 | 松尾駅       | 芝山ふれあいバス（芝山交通委託）                         |                                           |
| 臨空ビル前（芝山千代田駅入口） | 博物館線         | 航空科学博物館・三里塚                       | 南三里塚     | 京成バス千葉イースト                                     | 土休日は全便航空科学博物館止り            |
| 臨空ビル前（芝山千代田駅入口） | 博物館線         | 成田空港第2旅客ターミナル                    |              | 京成バス千葉イースト                                     |                                           |
| 臨空ビル前（芝山千代田駅入口） | 南部線           | 博物館入口                                   | 南部工業団地 | 京成バス千葉イースト                                     |                                           |
| 臨空ビル前（芝山千代田駅入口） | 南部線           | 成田空港第2旅客ターミナル                    |              | 京成バス千葉イースト                                     |                                           |
| 臨空ビル前（芝山千代田駅入口） | 多古本線         | 航空科学博物館・三里塚・成田山前・京成成田駅 | JR成田駅     | ジェイアールバス関東                                     |                                           |
| 臨空ビル前（芝山千代田駅入口） | 多古本線         | 成田空港第2旅客ターミナル・貨物管理ビル前    | 第7貨物ビル  | ジェイアールバス関東                                     | 第7貨物ビルは入構許可証所持者以外利用不可 |

## 付記
- 京成電鉄および東京都交通局の車両の行先表示機では、芝山千代田行きは「（東成田）芝山 Higashi-Narita Shibayama」と表示される（車内LED・LCDは「芝山千代田」）。なお東京都交通局の車両は定期の乗り入れ設定がない。
- 開業前の2002年（平成14年）1月に、京王百貨店新宿店で開催された「元祖有名駅弁と全国うまいもの大会」では、当駅の駅弁として「花々弁当」と「洋風釜飯パエリヤ」が出品されたが、実際に駅が開業した後に当駅で駅弁が販売されたことはない。

## 隣の駅
芝山鉄道
 芝山鉄道線
■快速特急・■特急・■通勤特急・■快速・■普通
東成田駅 (KS44) - 芝山千代田駅 (SR01)

### 利用状況の出典
千葉県統計年鑑
1. ↑  千葉県統計年鑑（平成15年）
2. ↑  千葉県統計年鑑（平成16年）
3. ↑  千葉県統計年鑑（平成17年）
4. ↑  千葉県統計年鑑（平成18年）
5. ↑  千葉県統計年鑑（平成19年）
6. ↑  千葉県統計年鑑（平成20年）
7. ↑  千葉県統計年鑑（平成21年）
8. ↑  千葉県統計年鑑（平成22年）
9. ↑  千葉県統計年鑑（平成23年）
10. ↑  千葉県統計年鑑（平成24年）
11. ↑  千葉県統計年鑑（平成25年）
12. ↑  千葉県統計年鑑（平成26年）
13. ↑  千葉県統計年鑑（平成27年）
14. ↑  千葉県統計年鑑（平成28年）
15. ↑  千葉県統計年鑑（平成29年）
16. ↑  千葉県統計年鑑（平成30年）
17. ↑  千葉県統計年鑑（令和元年）
18. ↑  111 民鉄等駅別1日平均運輸状況  (Microsoft Excelの.xls) - 千葉県統計年鑑（令和2年）、千葉県公式サイト、2023年8月2日閲覧。
19. ↑  111 民鉄等駅別1日平均運輸状況  (Microsoft Excelの.xls) - 千葉県統計年鑑（令和3年）、千葉県公式サイト、2023年8月2日閲覧。

芝山鉄道の1日平均利用客数
1. 1 2 3  芝山鉄道. “駅情報 - 芝山鉄道”. 2025年7月6日時点のオリジナルよりアーカイブ。2025年7月6日閲覧。
2. 1 2 3 4 5 6 7 8 9 10 11 12 13 14 15 16 17 18 19 20 21  芝山鉄道. “駅情報 - 芝山鉄道｜日本一短い鉄道”. 2023年8月3日時点のオリジナルよりアーカイブ。2023年8月3日閲覧。
3. ↑  芝山鉄道. “駅情報 - 芝山鉄道”. 2024年6月10日時点のオリジナルよりアーカイブ。2024年6月10日閲覧。